# San Jorge, Sinaloa
San Jorge är en ort i Mexiko.   Den ligger i kommunen Mocorito och delstaten Sinaloa, i den västra delen av landet, 1 100 km nordväst om huvudstaden Mexico City. San Jorge ligger 36 meter över havet och antalet invånare är 118.
Terrängen runt San Jorge är huvudsakligen platt, men åt sydost är den kuperad. Terrängen runt San Jorge sluttar västerut. Runt San Jorge är det ganska tätbefolkat, med 155 invånare per kvadratkilometer. Närmaste större samhälle är La Reforma, 18,0 km väster om San Jorge. Trakten runt San Jorge består till största delen av jordbruksmark.